# Miassichtchev M-55
Le Miassichtchev M-55 était à l'origine un avion espion soviétique comme le Lockheed U-2 avant d'être transformé en avion de recherche stratosphérique. Il est construit par la société de construction aéronautique russe Miassichtchev.

## Historique
Identifié à l’origine en 1982 par les satellites de reconnaissance américains comme avion espion monoplace de haute altitude 'Ram-M' et baptisé ensuite du nom de code OTAN Mystic.
Le premier des deux prototypes, appelé M-17 Stratosfera (Mystic-A) a effectué son premier vol en 1988.
Une autre variante du M-55 est annoncée comme étant en cours de développement avec des réacteurs installés à l’emplanture de la voilure dans un fuselage conventionnel équipé d’un empennage en flèche. Les deux prototypes Mystic-A, qui furent suivis de deux Mystic-B et de deux Mystic-B de présérie, volaient déjà en 1992.
En 2002, Miassichtchev a présenté une version sans pilote du M-55 visant à servir de plate-forme relais de télécommunication.
En 2003, l'un des deux M-55 en état de vol a effectué une mission scientifique visant à l'étude des nuages polaires dans la zone arctique.
En 2007, la société irlandaise QucomHaps a annoncé vouloir se doter de 48 M-55 afin de servir de plate-forme relais de communication à haute altitude dans les zones dépouvue d'infrastructure à haut débit. Un premier appareil devrait être livré en février 2008 à la filiale malaisienne de QucomHaps pour démontrer la viabilité du projet. Pour ce faire les appareils décriraient des hippodromes à une altitude de 20 000 m, chaque appareil couvrant une zone de 125 000 km2 selon la société.

## Description
Le M-55 est un biréacteur bipoutre à ailes droites, actuellement commercialisé comme un avion de recherche stratosphérique est capable d’emporter une charge utile d’environ 1 500 kg composée de capteurs.
Il existe en multiples versions :
- "Subject 34" - Modèle original destructeur de ballons sondes ; un seul exemplaire produit : perdu dans un accident.

- Le M-17 Stratosfera (Mystic-A) est propulsé par un seul moteur Rybinsk RD-36-51V de 68,6 kN de poussée, une évolution du groupe turbomoteur du Tupolev Tu-144 SST.

- Le M-55 Geofizika (Mystic-B) est équipé de deux réacteurs Perm/Soloviev (en) PS-30-V12 de 49 kN de poussée montés côte-à-côte derrière un poste de pilotage surélevé placé dans un fuselage au nez plus allongé. Son envergure totale est moins importante. Le rôle du Mystic-B consiste officiellement à collecter des échantillons de l’environnement au cours de missions en haute altitude. La société vante ses capacités d’endurance sur site comme égales à 4 heures à 20 000 m.

### Relais de télécommunication
Les militaires Russes ont largement recours à l'utilisation d'avions de type relais de télécommunication : on utilise à cette fin les avions AN-12RT et AN-26RT ainsi que les hélicoptères Mi-9.
Il existe bien des points dans le monde où il est illogique voire impossible d'utiliser des canaux satellitaires. Dans les zones de catastrophe naturelle, par exemple, lorsque les infrastructures terrestres sont détruites et qu'il est compliqué d'y dépêcher des relais mobiles. En ce cas, les avions spéciaux sont une véritable bouée de sauvetage. Il est alors souhaitable, pour des raisons économiques notamment, qu'il s'agisse d'un avion volant à une altitude aussi haute que possible. Car le signal émis par un appareil volant à une altitude de 20 000 mètres est capable de couvrir une surface bien plus grande que 5 avions volant à une altitude de 5 000 mètres. Il est nécessaire, ce faisant, que l'avion possède une grande capacité de chargement car le poids des appareils de communication est important.
Il ressort que le M-55 est tout simplement indispensable pour assurer une liaison stable dans des situations hors normes.
Les avionneurs russes ont négocié courant 2007 avec la société irlandaise QucomHaps la possibilité de reprendre la fabrication en série de l'avion de haute altitude (stratosphérique) Miassichtchev M-55.

### Détails techniques
Propulsé par : 2 x Soloviev D-30-V12 moteurs à double flux sans post-combustion développant 20 950 livres de poussée chacun.
Taux de montée : 600 m/min.
Rayon d'action maximum : 5 000 km.
Plafond de service : 21 500 m.   

### Armement
- "Subject 34" (étude originelle) :
- 2 x 23mm GSh-23 canons dans une tourelle dorsale
- 2 x missiles air-air (AAMs)

- M-17 / M-55:
- Sas d'armement. Charge utile spécialisée dans la collecte de données / la recherche.

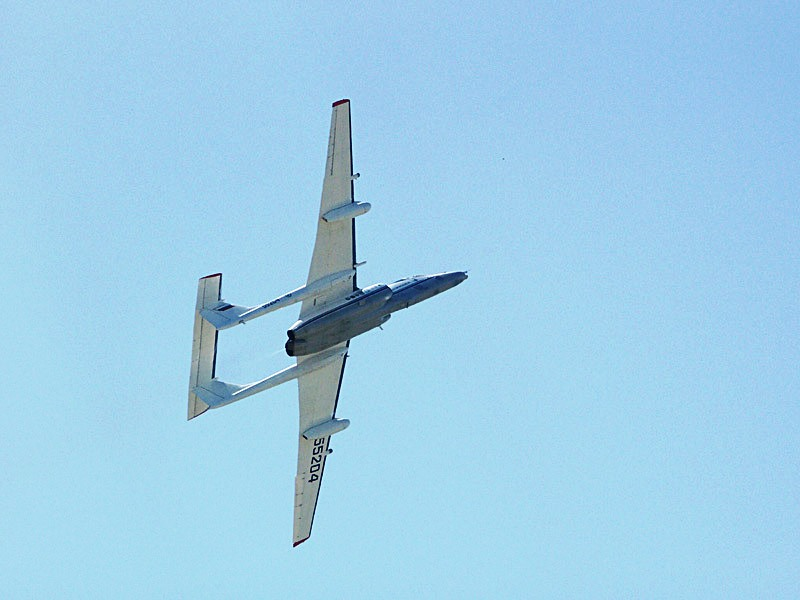
Avion M-55 - vue de dessous

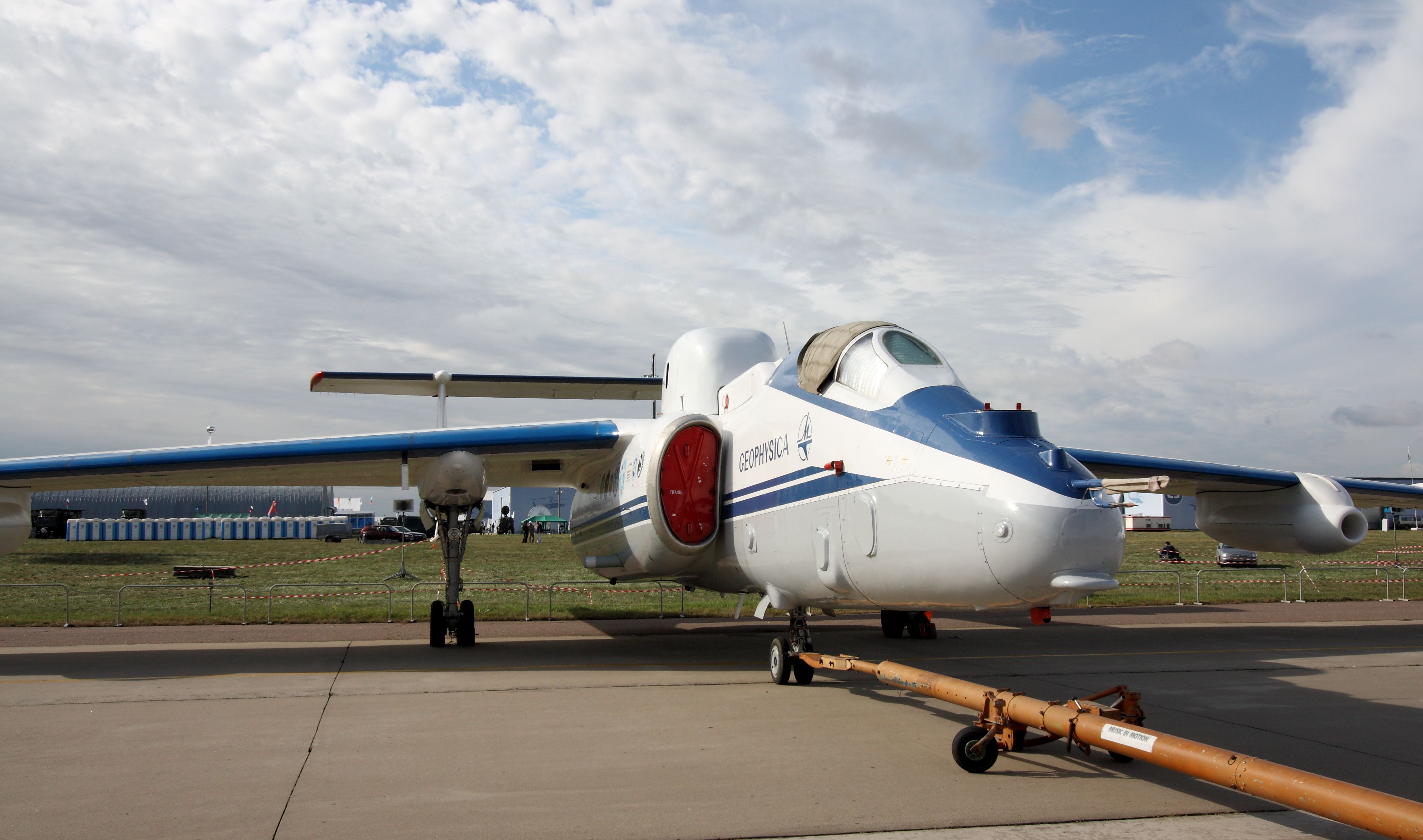
Avion M-55 - vue de face sur parking

### Sources
- The Complete Encyclopedia of World Aircraft, 1997 Aerospace Publishing

### Aéronefs comparables
- Lockheed U-2
- Lockheed SR-71 Blackbird

### Ordre de désignation
M-4 - M-55